# Johann Carl Friedrich Gildemeister
Johann Carl Friedrich Gildemeister (* 13. Dezember 1779 in Duisburg; † 24. September 1849 in Bremen) war Jurist und ein Bremer Senator.

## Biografie
Gildemeister war ein Sohn des Hochschullehrers Johann Friedrich Gildemeister und seiner Ehefrau Caroline Amalie geb. Kotzebue (1759–1844), einer Schwester des Schriftstellers August von Kotzebue (1761–1816) und Cousine der Schriftstellerin Caroline Ludecus geb. Kotzebue (1755–1827, Pseudonym Amalie Berg).

Er studierte Jura und promovierte zum Dr. jur. Er war danach als Advokat in Bremen tätig. 1813/14 begleitete er Bremens Senator für auswärtige Angelegenheiten Johann Smidt nach Frankfurt am Main, dann zum Hauptquartier in Paris, um den Erhalt der Selbständigkeit der drei Hansestädte (Hamburg, Bremen, Lübeck) und ihre Aufnahme in den Deutschen Bund zu bewirken. Er war um 1815 Agent des Verwaltungsrates und zeitweise Redakteur der Bremer Zeitung.
1816 wurde er in den Bremer Senat gewählt, dem er bis zu seinem Tod 1849 angehörte. 1827 schloss er in Brasilien für Bremen einen Handelsvertrag ab. Nach wie vor blieb er ein enger politischer Vertrauter von Bürgermeister Smidt. Eine weitere Reise führte ihn nach Griechenland, um seine älteste Tochter zu besuchen, die 1836 den dort ansässigen klassischen Philologen Heinrich Ulrichs geheiratet hatte.
Er war der Vater von zehn Kindern, u. a. von Otto Gildemeister (1823–1902), einem Journalisten und Schriftsteller, der ebenfalls von 1857 bis 1890 Senator und von 1871 bis 1875 und in den Jahren 1882, 1884, 1886 Bürgermeister von Bremen war. Außerdem war er der Vater des Architekten Karl Gildemeister (1820–1869).